# Laila Biali
Laila Biali (Vancouver, 1980. október 3. –) kanadai dzsesszénekesnő, zongorista.

## Pályafutása
Hosszú éveken át klasszikus zongorázást tanult. A Royal Conservatory of Music-on a dzsesszzene vonzásába került és tizenkilenc éves korában átment tanulni a Humber College in Toronto-ba. Négy évvel később kiadta a Laila Biali trió bemutatkozó albumát.
New Yorkba költözött, és más zenészek társadágában zongoristaként és énekesként dolgozott. Egy turnén találkozott Ben Wittman dobossal, akivel később összeházasodtak.
2009-ben Sting DVD-jén énekelt (A Winter's Night: Live from Durham Cathedral). Fellépett a New York-i Carnegie Hallban és a torontói Glenn Gould Színházban is.
Második albumát (Tracing Light, 2010) Juno-díjra jelölték. 2014-ben felvették a House of Many Rooms-ot vonószenekarral és kórussal (Toronto Mass Choir). Ehhez az albumhoz dalokat is írt és hangszerelte is.
2014-ben csatlakozott a Rose & the Nightingale női együtteshez. Néhány évvel később a CBC Radio 2 jazz „Tonic” című műsorának műsorvezetője volt, majd a Saturday Night Jazz műsorvezetője lett.

## Lemezek
- Introducing the Laila Biali Trio (2003)
- From Sea to Sky (CBC, 2007)
- Tracing Light (2010)
- World Jazz for Haiti (2010)
- Live in Concert (2011)
- House of Many Rooms (2014)
- Laila Biali (2018)
- Out of Dust (2020)

## Díjak
- 2018: Juno-díj (Vocal Jazz Album of the Year)
- CBC Galaxie Prize, Rising Star Award, National Jazz Awards
- SOCAN Keyboardist of the Year and Composer of the Year, National Jazz Awards
- 2020: SOCAN Special Award. HAYGOOD HARDY Award for excellence in jazz, instrumental or world music